# Hondouville
Hondouville település Franciaországban, Eure megyében. Lakosainak száma 813 fő (2022. január 1.). Hondouville Acquigny, Amfreville-sur-Iton, Canappeville és Houetteville községekkel határos.

## Népesség
A település népességének változása:
| Lakosok száma | 452  | 564  | 632  | 748  | 797  | 800  | 798  | 790  | 785  | 813  |
|               | 1968 | 1982 | 1990 | 2006 | 2013 | 2015 | 2017 | 2019 | 2020 | 2022 |